# Lapin traceur
Lapin traceur (Rabbit Rampage) est un cartoon réalisé par Chuck Jones en 1955. Il met en scène Bugs Bunny.

## Synopsis
Le cartoon reprend le même concept de farce au canard avec Daffy Duck toujours réalisé par Chuck Jones : Bugs Bunny se rend compte que celui qui est le responsable de ce cartoon prend un malin plaisir à l'embêter dans tous les sens et jouer avec les mots. À la fin Bugs déclare forfait contre l'animateur et dit que c'est la fin du cartoon. On se rend compte que celui qui était derrière tout ça n'était autre qu' Elmer Fudd qui a enfin pris sa revanche sur le lapin.

## Distribution
Version Originale
Mel Blanc : Bugs Bunny
Arthur Q. Brian : Elmer Fudd 
Version Française (doublage d'origine)
Guy Pierauld : Bugs Bunny 
Version Française (redoublage)
Gérard Surugue : Bugs Bunny
Patrice Dozier : Elmer Fudd